# 中亚细柄茅
中亚细柄茅（学名：Ptilagrostis pelliotii）为禾本科细柄茅属下的一个种。